# Pontische Sprache
Die pontische Sprache (pontisch Ποντιακά Pondiaká bzw. Ρωμαίικα Romaíika, griechisch Ποντιακή διάλεκτος Pondiakí diálektos, türkisch Pontus lehçesi) ist eine griechische Sprache, die ursprünglich an der türkischen Schwarzmeerküste einschließlich angrenzender Gebiete Georgiens gesprochen wurde. Diese Region hieß in der Antike Pontos, latinisiert Pontus. Die Sprecher des Pontischen sind die Pontos-Griechen.
In der neuen Ausgabe des Atlas of the World’s Languages in Danger von der UNESCO wird die pontische Sprache als eine vom Aussterben bedrohte Sprache eingestuft.

## Sprachentwicklung
Die pontische Sprache ging aus der attischen griechischen Sprache hervor und enthält Einflüsse aus der byzantinisch-griechischen, der türkischen, der persischen und aus zahlreichen kaukasischen Sprachen.
Das Pontische ist für Sprecher des Standardgriechischen nur schwer zu verstehen. Der Grund dafür liegt vor allem darin, dass sich diese Sprachen für den Zeitraum von fast zwei Jahrtausenden mit nur geringem gegenseitigen Einfluss entwickelten. Außerdem wurde das Pontische im Mittelalter durch die kaukasischen Sprachen beeinflusst. So enthält das Pontische grammatikalische Formen, die dem Standardgriechischen fremd sind.

## Beispiele
- Beispiel 1: Pontisch en (ist), Altgriechisch estí, Koine enesti, Biblische Form eni, Neugriechisch ine
- Beispiel 2: Pontisch temeteron (unser), Altgriechisch tó hēméteron, Neugriechisch to(n) … mas
- Beispiel 3: Pontisch diminutiv pedin (Kind), Altgriechisch paidíon, Neugriechisch pedí
- Beispiel 4 (Kombination aus 2 und 3): Pontisch temeteron to pedin (unser Kind), Altgriechisch/Koine tò hēméteron paidíon, Neugriechisch to pedi mas

## Begriffliches
Die griechischen Byzantiner nannten sich „Römer“. Der erst im 16. Jahrhundert durch Hieronymus Wolf geprägte Begriff „Byzantinisches Reich“ war den Bürgern des (Ost-)Römischen Reichs unbekannt. Der in der Türkei heute noch gängige Begriff Rum bezeichnet deren Nachfahren. Er lässt sich von deren Selbstbezeichnung herleiten: altgriechisch Ῥωμαῖοι (neugriechisch Ρωμαίοι) Rōmaioi („Römer“).
- Rumca, Rumdza und Romeyika (pontische Bezeichnungen für das Griechische um Trabzon)
- Pontiaka (heute gängige Bezeichnung für das Pontische der Diaspora)

Der griechische Linguist Manolis Triantafyllidis differenziert im Rahmen der pontischen Sprache zwischen einer westlichen Gruppe (oinuntisch bzw. Niotika, um Ünye (griech. Oinoe)), einer östlichen Küstengruppe (trapezuntisch, um Trabzon herum), und chaldiotisch, das im östlichen Hinterland (um Gümüşhane) gesprochen wurde; die meisten Sprecher lebten in Chaldia.

## Verbreitung

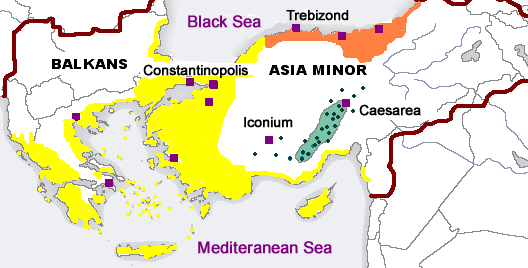
Ausbreitung der griechischen Dialekte im späten Byzantinischen Reich, 12. bis 15. Jahrhundert
Koiné
Pontisches Griechisch
Kappadokisches Griechisch

Zu Beginn des 20. Jahrhunderts wurde das pontische Griechisch entlang der gesamten türkischen Schwarzmeerküste sowie im angrenzenden Georgien gesprochen. Die westpontische Dialektgruppe war im Gebiet zwischen Inebolu und Ünye beheimatet, die ostpontische Gruppe im Raum Trabzon, in Chaldia und bei Gümüşhane. Im Rahmen des im Vertrag von Lausanne geregelten Bevölkerungsaustausches zwischen Griechenland und der Türkei verließ 1923 mit den christlichen Pontos-Griechen die Mehrheit der Sprecher diese Gebiete. Zurück blieben die muslimischen Pontos-Griechen, deren Vorfahren größtenteils im 17. Jahrhundert zum Islam konvertiert waren (Mackridge 1987). Die Muslime sprechen das Pontische noch heute in einem zusammenhängenden Gebiet namens Holo (pontisch Χολό Choló) in den Landkreisen Çaykara, Dernekpazarı und Köprübaşı, die alle in der Provinz Trabzon liegen.
Im ausschließlich von Muslimen gesprochenen Subdialekt der Region Of vermutet der Neogräzist Peter Mackridge die ursprünglichste Form des Pontischen, da die Sprecher seit der Konversion ihrer Vorfahren zum Islam jeden Kontakt zur griechischsprachigen Welt verloren (beispielsweise zum Griechisch der Kirche), wodurch viele archaische sowie mittelalterliche Eigenschaften des Subdialekts erhalten blieben. So benutzen beispielsweise ausschließlich sie die altgriechische Negationspartikel ου.
Es gibt keine verlässlichen und offiziellen Zahlen über die (muslimischen) Pontos-Griechen in der Türkei, da von staatlicher Seite in Volkszählungen seit 1965 keine Daten über die Ethnien und Religionszugehörigkeit der Einwohner erhoben werden dürfen. Genaue Angaben sind daher schwierig zu ermitteln. Laut der staatlichen Volkszählung aus dem Jahr 1965, wo die Ethnien und Religionszugehörigkeit der Einwohner zum letzten Mal erhoben wurden, sprachen 300.000 Menschen in der Türkei Pontisch. Die pontischstämmige griechische Sprachwissenschaftlerin, Dr. Ioanna Sitaridou schätzt die Zahl der pontischsprachigen Muslime auf etwa 5.000 Sprecher.
In der neuesten Ausgabe des Atlas of the World’s Languages in Danger von der UNESCO wird die pontische Sprache in der Türkei, definitiv als eine vom Aussterben bedrohte Sprache eingestuft, weil die Sprecher (gemäß dieser Stufe von der UNESCO), mit Ausnahme weniger Halbsprecher und Sprachwissenschaftler, nur noch ältere Sprecher sind und eine Weitergabe der Sprache an die jüngere Generation nicht mehr stattfindet.
Laut Sitaridou ist neben der stetigen Emigration aus Trabzon auch der Einfluss der dominanten Türkisch sprechenden Mehrheit einer der Gründe, weshalb die Sprache von Aussterben bedroht ist. Der türkische Autor Ömer Asan verweist auf den zusammenhängenden pontischen Sprachraum, bestehend aus 67 Dörfern der Provinz Trabzon. Diese Sprecher, so Asan, stammen aus der Provinz Trabzon und leben heute über die ganze Türkei verstreut oder sind ins Ausland emigriert.
Diese liegen unter anderem in folgenden Landkreisen:
- Çaykara (29 Orte)
- Maçka (16 Orte)
- Dernekpazarı (9 Orte)
- Tonya (5 Orte)
- Of (4 Orte)
- Köprübaşı (2 Orte)
- Sürmene (2 Orte)

Im 18. und 19. Jahrhundert hat sich der pontische Sprachraum infolge signifikanter Wanderbewegungen auf den Kaukasus und das Russische Reich erweitert (siehe Griechische Minderheit in den Nachfolgestaaten der Sowjetunion). In diesen Gebieten gilt heute das Pontische am vitalsten, wobei allerdings große Teile der Sprecherpopulationen nach Griechenland migrieren. In den 1930er Jahren wurde das Pontische im damals sowjetischen Raum zeitweise als literarisches Medium genutzt. Unter anderem wurde beispielsweise eine Schulgrammatik niedergeschrieben (Topkhara 1998 [1932]), welche die pontische Grammatik in pontischer Sprache erläutert. Im Jahre 1989 lebten in Russland 40.000 Sprecher, darunter jeweils 15.000 in der Region Krasnodar und bei Stawropol. In Georgien wurde zu jener Zeit von 60.000 Sprechern berichtet, in Armenien lebten 2.500 Sprecher. Die pontischen Dialekte im georgischen Tsalka und im armenischen Alawerdi sind teilweise aus kappadokischen Dialekten hervorgegangen, die vermutlich vom Pontischen assimiliert wurden.
Es gibt in begrenzter Menge pontische Literatur, die auch einige Bände von Asterix einschließt.

## Romeyka
Romeyka ist ein heute von rund 5000 Personen in der Umgebung von Trabzon gesprochener pontischer Dialekt. Nach der Sprachwissenschaftlerin Ioanna Sitaridou ist Romeyka in den Satzstrukturen und vielen Vokabeln dem Altgriechischen eng verwandt. Die Sprecher der Sprache leben in Dörfern im Pontusgebirge nahe Trabzon und blieben von der Vertreibung der Pontos-Griechen nach dem Vertrag von Lausanne verschont, da sie muslimischen Glaubens sind. Durch weitgehende Abschottung konnten sie ihre archaische Sprache bewahren.

## Vergleich mit dem Altgriechischen
Die folgenden Vergleiche beziehen sich auf die Phonetik im trabzonschen Griechischen.
- 1.  Der Laut /e/ wird an das Suffix -ειν des altgriechischen Präsens oder starken Aorist gehängt.

| Pontisch   | Altgriechisch |
| ---------- | ------------- |
| ipìne      | εἰπεῖν        |
| pathίne    | παθεῖν        |
| apothanίne | ἀποθανεῖν     |
| piίne      | πιεῖν         |
| iδίne      | ἰδεῖν         |
| fiίne      | φυγεῖν        |
| evrίne     | εὑρεῖν        |
| kamίne     | καμεῖν        |
| faίne      | φαγεῖν        |
| mathίne    | μαθεῖν        |
| erthéane   | ἐλθεῖν        |
| menίne     | μένειν        |

- 2. Identische Infinitive -ηναι

| Pontisch   | Altgriechisch |
| ---------- | ------------- |
| anevίne    | ἀναβῆναι      |
| katevine   | καταβῆναι     |
| embine     | ἐμβῆναι       |
| evjine     | ἐκβῆναι       |
| epiδeavine | ἀποδιαβῆναι   |
| kimethine  | κοιμηθῆναι    |
| xtipethine | κτυπηθῆναι    |
| evrethine  | εὑρεθῆναι     |
| vrasine    | βραχῆναι      |
| raine      | ῥαγῆναι       |

- 3. Die Aorist-Endung -είν wird zu -αι

| Pontisch | Altgriechisch |
| -------- | ------------- |
| κράξαι   | κράξειν       |
| μεθύσαι  | μεθύσειν      |

- 4. Infinitive im Aorist /e/

ράψεινε, κράξεινε, μεθύσεινε, καλέσεινε, λαλήσεινε, κτυπήσεινε, καθίσεινε
- 5. Identisches Aorist-Suffix -ka

| Pontisch | Altgriechisch |
| -------- | ------------- |
| eδoka    | ἔδωκα         |
| enδoka   | ἐνέδωκα       |
| epika    | ἐποίησα       |
| efika    | ἀφῆκα         |
| etheka   | ἔθηκα         |

- 6. Wechsel der Infinitivendung -ine zu -eane